# Angélique Paulet
Angélique Paulet (1592–1651) byla francouzská preciózka, zpěvačka a loutnistka, jedna z návštěvnic slavného literárního salonu Catherine de Vivonne, markýzy de Rambouillet, kde se jí říkalo La Lionne rousse a La belle Lionne kvůli jejím zrzavým vlasům a hrdé póze. Často vystupovala na shromážděních Chambre bleue jako zpěvačka a loutnistka.
Byla dcerou finančníka Charlese Pauleta, jednoho ze sekretářů francouzského krále Jindřicha IV. Podle francouzského spisovatele Gédéon Tallemant des Réauxe byl Jindřich IV. zavražděn právě na cestě k ní.
Je možné, že francouzský hudební nástroj angélique, který se poprvé objevil v Paříži v 17. století, byl pojmenován právě po ní.